# Соціальний пакет

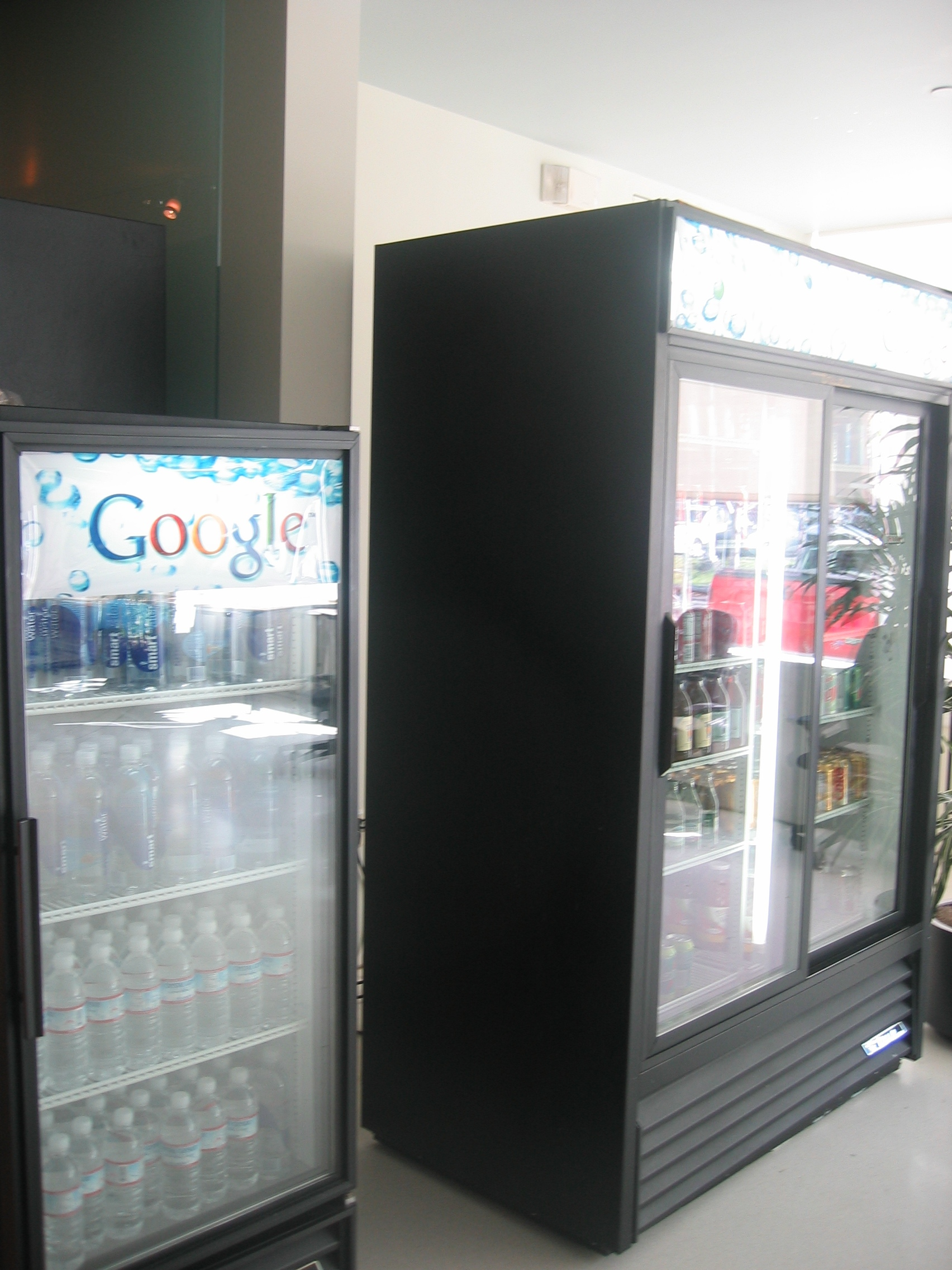
Безкоштовні напої для працівників Google у каліфорнійському філіалі

Соціальний пакет або корпоративні пільги — це набір пільг і компенсацій за працю поза заробітної платні, який надає роботодавець за власною ініціативою. Поняття соціальний пакет не є офіційним терміном в Україні та жодним чином не регулюється законодавчо; попри це, термін «соціальний пакет» широко вживається і серед роботодавців, і серед працівників. Наявність «повного соціального пакету» є серйозною перевагою під час прийому на роботу.

## Вживання
Поняття соціальний пакет часто плутають із соціальними гарантіями. Соціальні гарантії, на відміну від соціального пакету, є обов'язковими для роботодавця. Вони містять у собі ті права робітника, що передбачені законодавством: обідня перерва, оплачувані лікарняні та відпустку, сплату податків та інші гарантії, передбачені кодексом законів про працю. Попри це, деякі дослідники відносять соціальні гарантії до «базового» соцпакету, поряд з яким існує також мотиваційний соціальний пакет, у складі якого виокремлюють конкурентний (підвищення кваліфікації, відпочинок, розваги, корпоративні заходи, мотивація праці) соцпакет і компенсаційний, що містить відшкодування особистих витрат, пов'язаних із роботою.

## Значення
Необхідність появи соціального пакету сформувалася на основі західних корпоративних традицій і норм ведення бізнесу, де ефективність соціального пакету вже давно перевірена практикою. Соціальний пакет у своєму вигляді сформувався в 1970-х роках у великих американських, а згодом і європейських корпораціях у зв'язку зі зростаючою необхідністю залучення
та утримання кваліфікованого персоналу. У країнах колишнього СРСР соцпакет спочатку надавали лише зарубіжні організації, тоді як у місцевих компаніях мотивація мала епізодичний характер і проявлялася лише у вигляді подарунків або премій з нагоди свят і в частковій компенсації особистих витрат співробітників. Із плином часу це виявилося недостатнім і для українського бізнесу, тому набір пільг, що одержав назву «соціальний пакет», поступово увійшов до загальноприйнятої практики. Це пояснюється розширенням зовнішніх зв'язків і необхідності відповідати рівню корпоративної культури, а також деяким перерозподілом сил всередині бізнес-структур, унаслідок чого статус робітника почав набувати значущості.
Вартість соціального пакету може становити від третини до половини величини заробітку. В Україні зазвичай вважається за стандарт, якщо пільги соціального пакету не перевищують 10—15 % від заробітної плати працівника, а припустимі витрати на управління соціальними пакетами — 5—7 % їхньої вартості. Водночас у США та країнах Західної Європи соціальний пакет становить 40—50 % базової заробітної плати.